# Hibachi

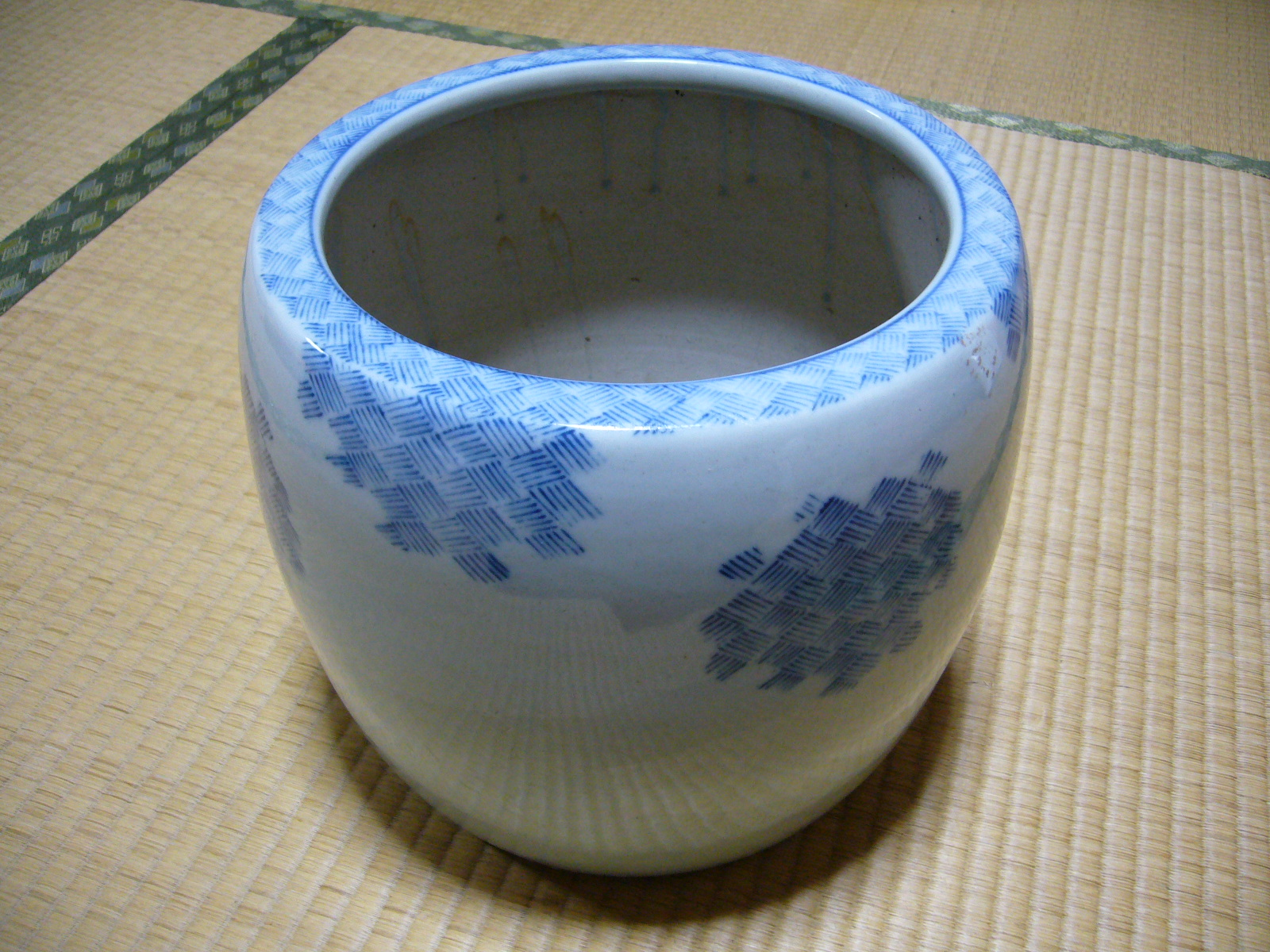
Hibachi aus Keramik

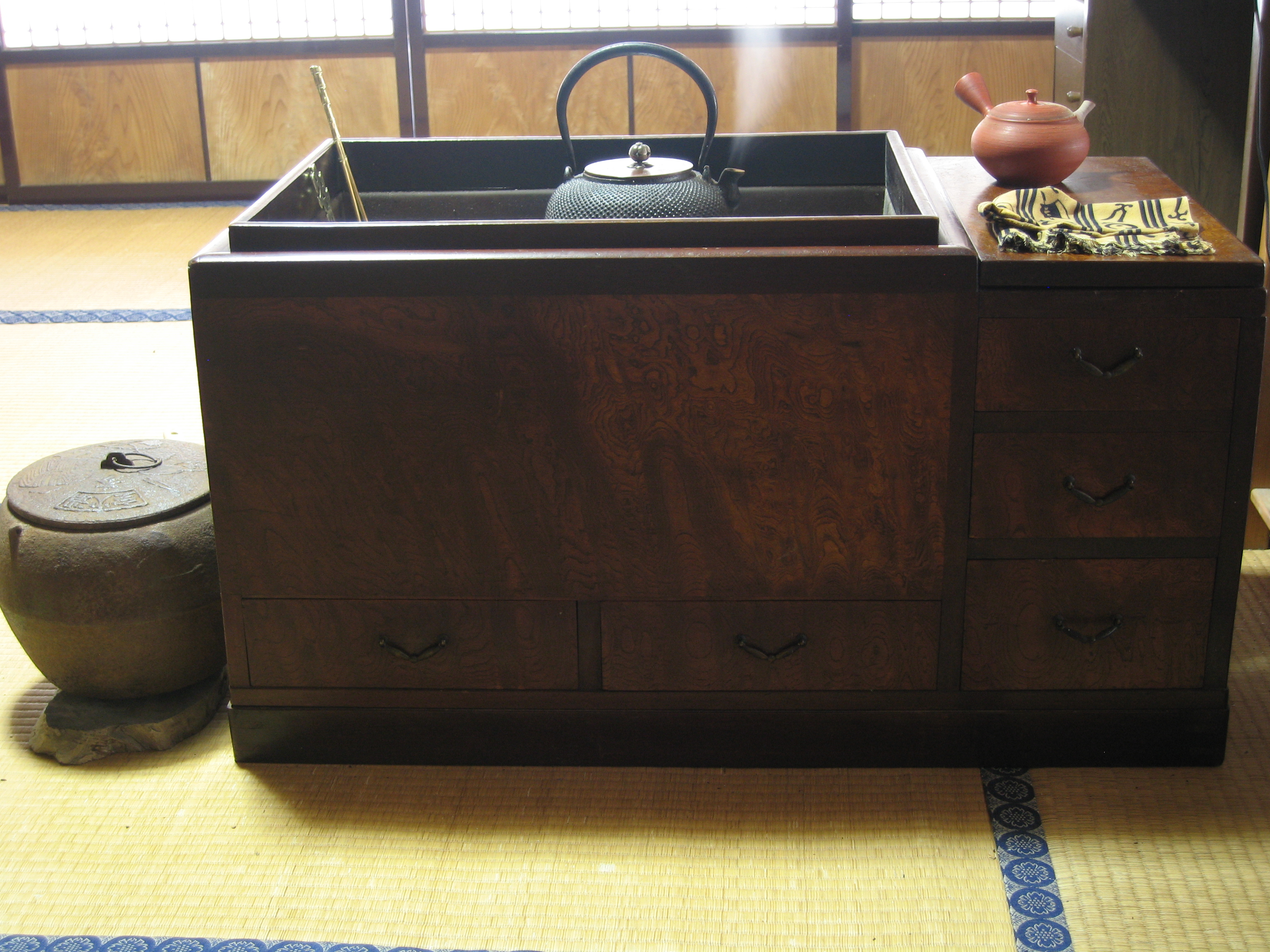
Holzkasten-Hibachi

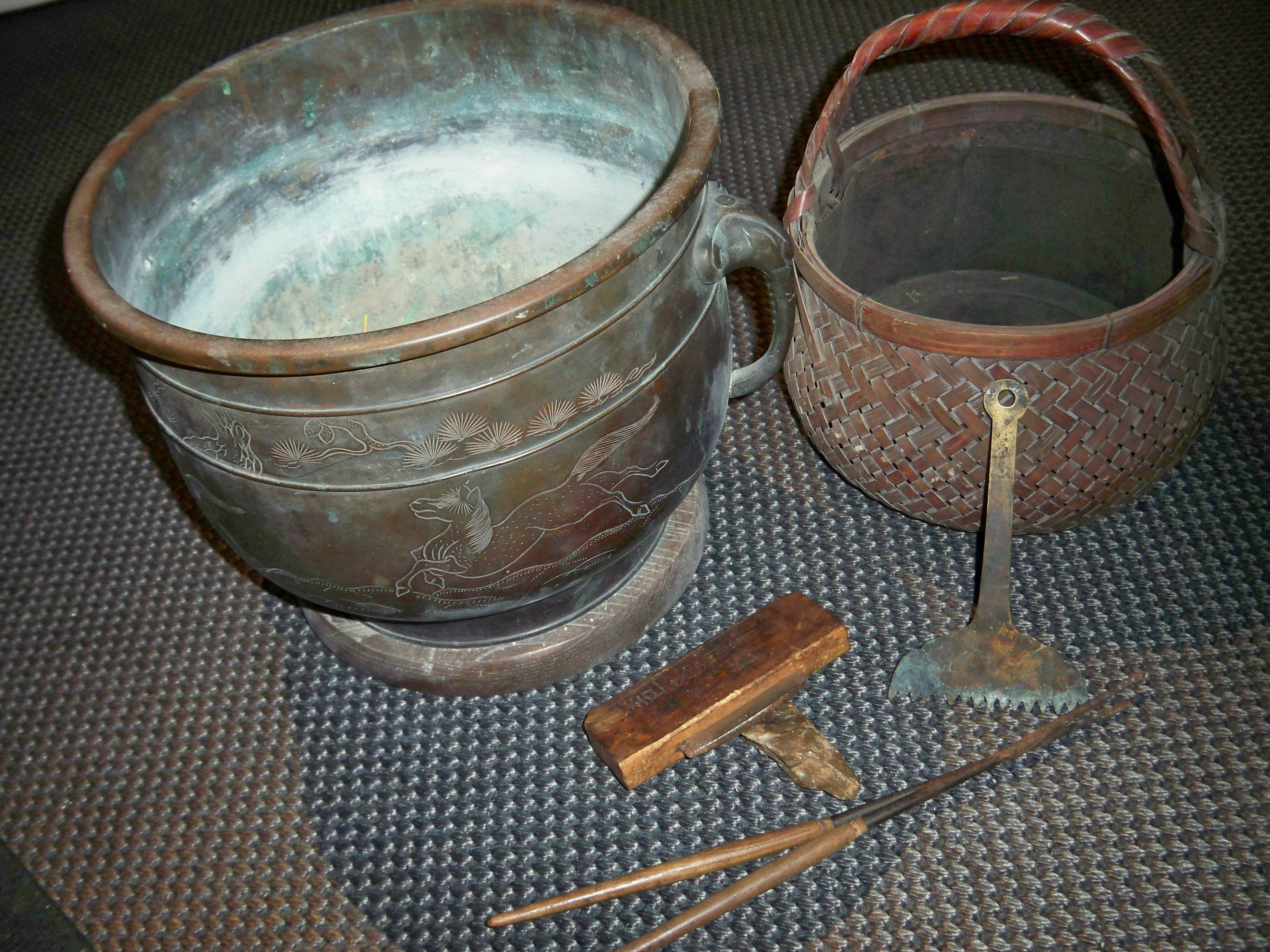
Bronze-Hibachi

Hibachi (japanisch 火鉢 „Feuer-Gefäß“) ist in Japan ein Gefäß, das glühende Holzkohle als Wärmespender für Wohnräume aufnimmt. Aus alter Zeit sind die Bezeichnungen Hioke (火桶), etwa „Feuerbottich“, und Hibitsu (火櫃), etwa „Feuerkasten“, überliefert. Zum Grillgerät in der japanischen Küche siehe Shichirin.

## Übersicht
Aus der Nara-Zeit sind einige Hibachi aus einer Kupferlegierung überliefert. Sie werden im kaiserlichen Schatzhaus Shōsō-in in Nara aufbewahrt. Bis zur mittleren Edo-Zeit (1600–1868) fanden sich Hibachi nur in den Räumen der gehobenen Klasse.
Neben den alten Hibachi aus der Nara-Zeit kamen später zwei verschiedene Typen von Hibachi in Gebrauch: die runden Hibachi, gefertigt durch Aushöhlung eines Stück Holzstamms oder aus Keramik, dann die Hako-Hibachi (箱火鉢) oder Nagahibachi (長火鉢), das sind kastenförmige Heizgeräte aus Holz. Sie sind innen mit Metall ausgekleidet und enthalten meist am  hinteren Ende ein Gefäß für warmes Wasser und an den Längsseiten unten Schubladen.
Der Hibachi wird mit Asche als Unterlage und Holzkohle gefüllt. Manchmal wird ein Dreifuß für einen Wasserkessel über das Becken gestellt. In der Regel wurde der Hibachi zum Wärmen benutzt, eher als Ausnahme für warmes Trinkwasser oder zum Wärmen von Mahlzeiten. Heute werden Hibachi nur noch selten in ihrer ursprünglichen Funktion gebraucht. Die kastenförmigen Hibachi, mit einer Glasplatte überdeckt, dienen gelegentlich als niedere, dekorative Ablagefläche mitten im Zimmer.